# Paraseverinia finoti
Paraseverinia finoti es una especie de mantis de la familia Mantidae. Es el único miembro del género monotípico Paraseverinia.

## Distribución geográfica
Se encuentra en Argelia, Libia y Marruecos.